# تشوي جي وو
تشوي جي وو هي ممثلة كورية جنوبية ولدت في يوم 11 يونيو 1975 في مدينة باجو. بدأت التمثيل في سنة 1994، مثلت في مسلسلات أيام جميلة في سنة 2001، و قصة حب شتائية واغاني الشتاء عام 2002 و سلم إلى الجنة في 2003 و ربة منزل متشككة في 2013 و إغراء في 2014 و في العشرينيات للمرة الثانية في 2015 و إمرأة مع حقيبة سفر في 2016.